# Dipartimento di Zacapa
Il dipartimento di Zacapa è uno dei 22 dipartimenti del Guatemala, il capoluogo è la città di Zacapa.	
Confina a nord con i dipartimenti di Alta Verapaz e Izabal, a est con il dipartimento di Izabal e con l'Honduras, a sud con il dipartimenti di Chiquimula e Jalapa e a ovest con quelli di El Progreso.
La configurazione del territorio è piuttosto varia, le altitudini sono comprese fra i 130 m s.l.m. di Gualán e gli 880 m del comune di La Unión, il dipartimento è attraversato dal fiume Motagua principale fiume del Guatemala. Il territorio è comunque prevalentemente pianeggiante, vi si coltivano meloni, tabacco e pomodori. Nelle alture della Sierra de las Minas si trovano diverse cave di marmo e coltivazioni di caffè. Nel dipartimento si trovano anche alcuni giacimenti di giada.
Nel dipartimento di Zacapa si trovano diverse attrattive turistiche, la riserva della biosfera Sierra de Las Minas e il museo paleontologico de Estanzuela che ospita diversi scheletri di animali preistorici e resti fossili ritrovati nell'area.

## Comuni
Il dipartimento di Zacapa conta 10 comuni:
- Cabañas
- Estanzuela
- Gualán
- Huité
- La Unión
- Río Hondo
- San Diego
- Teculután
- Usumatlán
- Zacapa